# Conga with Cugat
| Recensione | Giudizio |
| ---------- | -------- |
| AllMusic   |          |

Conga with Cugat è un album a nome della Xavier Cugat and His Orchestra, pubblicato dalla casa discografica Columbia Records nel 1949.
Nel 1941 era stato pubblicato dalla Columbia Records (C-74) un cofanetto contenente 4 dischi nel formato da 78 giri, contenente gli otto brani.

## Tracce

### LP
Lato A
1. Farandole (from L'Arlesenne Suite) (Cori della Cugat Chorus) – 2:37 (musica: Georges Bizet) – Registrato il 18 luglio 1941 a New York
2. Spring Song (Cori della Cugat Chorus) – 2:36 (musica: Felix Mendelssohn) – Registrato il 18 luglio 1941 a New York
3. Kee-Kee-Ree-Kee-Kee (Cock-A-Doodle-Doo) (Voce di Lina Romay) – 2:42 (Ben Ross, Wald) – Registrato il 21 luglio 1941 a New York
4. I Love the Conga (Me gusta la conga) (Voce di Miguelito Valdés e Dick Gilbert) – 2:47 (testo: Emilio de Torre; Dick Gilbert (testo in inglese) – musica: Xavier Cugat) – Registrato il 21 luglio 1941 a New York

Lato B
1. Son los dandis (Voce di Miguelito Valdés) – 2:31 (Miguel Valdés) – Registrato il 21 luglio 1941 a New York
2. El mondonguero (Voce di Miguelito Valdés) – 2:41 (Frank Bauzá, Victor Ayala) – Registrato il 18 luglio 1941 a New York
3. Tumbao (Voce di Miguelito Valdés) – 3:02 (Xavier Cugat, Mario Bauzá) – Registrato il 26 novembre 1940 a Chicago
4. Gypsy Conga (Voce di Antonio López) – 2:42 (Antonio López, Xavier Cugat) – Registrato il 26 novembre 1940 a Chicago

## Musicisti
- Xavier Cugat – direttore d'orchestra
- "Cugat Chorus" – cori (A1 e A2)
- Lina Romay – voce (A3)
- Miguelito Valdés – voce (A4, B1, B2 e B3)
- Dick Gilbert – voce (A4)
- Antonio López – voce (B4)
- Componenti dell'orchestra non accreditati [2]